# Collado Mediano
Collado Mediano és un municipi de la Comunitat de Madrid. Limita amb Cercedilla, Navacerrada, Becerril de la Sierra, Moralzarzal, Alpedrete, Guadarrama i Los Molinos.

## Demografia
| 1900 | 1920 | 1930 | 1940 | 1950 | 1960  | 1970  | 1981  | 1986  | 1991  | 2000  | 2005  |
| ---- | ---- | ---- | ---- | ---- | ----- | ----- | ----- | ----- | ----- | ----- | ----- |
| 554  | 651  | 787  | 884  | 933  | 1.039 | 1.160 | 1.547 | 1.698 | 2.386 | 4.529 | 5.832 |

## Història
S'ha detectat presència de pobladors, des dels temps romans, car ha estat descoberta a uns 2 kilómetors del nucli urbà, les restes d'una posada romana i al costat d'ella una calçada. El poble no adquirí el caràcter de vila fins al 1630, any en la qual Ana de Mendoza li va concedir carta de Vilatge, separant-se de la Vila de Manzanares. Als inicis de l'edat Mitjana, el poble estava sota la influència de la ciutat de Segòvia. En la part nord-oest de la vall, a la muntanya, àdhuc es poden apreciar restes d'antigues trinxeres usades durant la guerra civil.

## Economia
Antigament la pedrera, agricultura i ramaderia, eren importants. En l'actualitat el sector serveis és el predominant i de les activitats antigues, encara manté certa importància la ramaderia extensiva.